# The Call of Her People
The Call of Her People er en amerikansk stumfilm fra 1917 af John W. Noble.

## Medvirkende
- Ethel Barrymore som Egypt.
- Robert Whittier.
- William B. Davidson som Nicholas Van Kleet.
- Frank Montgomery som Faro Black.
- William Mandeville som Gordon Lindsay.